# Raskol

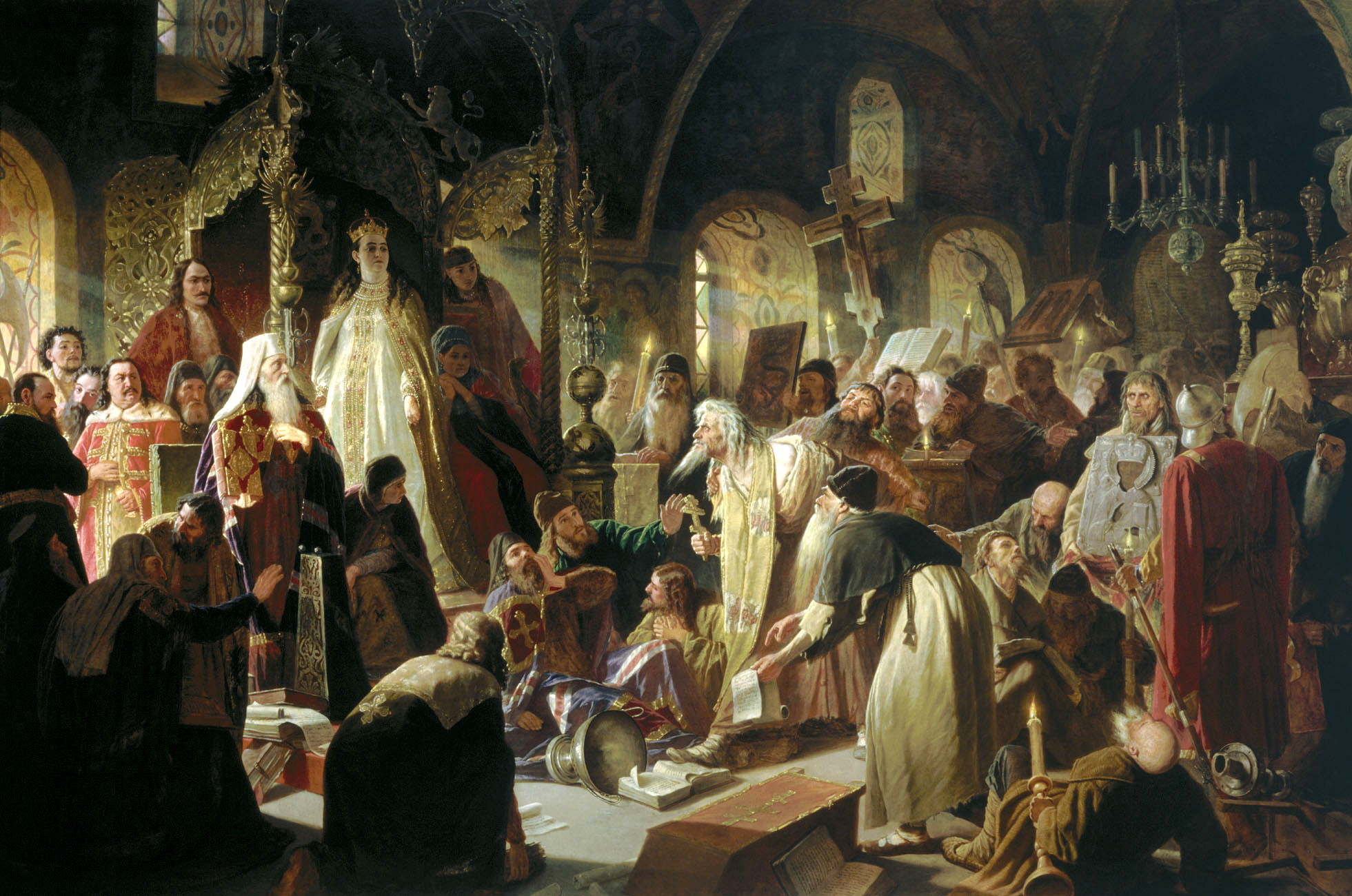
Le prêtre vieux-croyant Nikita Poustosviat débattant avec le patriarche Joachim sur la question de la Foi en présence de la régente Sophie. Tableau de Vassili Perov (1880), Galerie Tretiakov, Moscou

Le raskol (du russe : раскол, « division », et dans ce cas « schisme ») désigne la scission qui survint au sein de l'Église orthodoxe russe à partir des années 1666-1667. En russe, ce schisme particulier est habituellement appelé « raskol », ou никонианский раскол (Nikonianskyi raskol) par les vieux-croyants, c'est-à-dire « raskol nikonien », mais le terme raskol peut servir aussi à désigner d'autres schismes. 
Le raskol est directement issu des réformes entreprises dès 1652 par le patriarche de Moscou Nikon. Celui-ci s'était fixé deux objectifs principaux pour son patriarcat : d'une part établir la suprématie du pouvoir spirituel sur le pouvoir temporel (ce qui lui fut possible grâce à son influence sur le tsar Alexis Ier), d'autre part réformer les rites et les textes de l'Église orthodoxe russe en conformité avec ceux des autres Églises orientales de l'époque.
La justesse et la régularité de ces réformes furent contestées par nombre de fidèles de l'Église russe. Ce conflit a donné naissance au raskol, séparant le patriarcat orthodoxe de Moscou des millions de fidèles ensuite appelés « Vieux-croyants ».

## Contexte d'apparition duRaskol
Pierre Pascal, historien des débuts du raskol, situe son origine au « Temps des troubles », soit la période du XVIe siècle. Des causes extérieures ont été cherchées en vain, mais, selon Pascal, « ces interprétations ayant fait faillite, il a bien fallu reconnaître au raskol une origine purement et profondément religieuse. ».
En effet, l'Église russe change beaucoup à partir de la fin du Moyen Âge et son poids devient prépondérant dans le monde orthodoxe après la chute de Constantinople en 1453. Moscou a son propre métropolite depuis 1448 et les Russes ont de plus en plus de défiance envers l'Église grecque : Dieu n'aurait-il pas puni les Grecs de leurs vices en laissant Constantinople être prise par les Turcs ? Moscou, patriarcat libre et resté dans la tradition orthodoxe, n'a-t-il pas vocation à prendre le relais de la capitale byzantine ? C'est ainsi que la ville s'impose progressivement dans les mentalités comme la « Troisième Rome » et que les grands princes de Moscovie prennent le titre de «  Tsar », variante slave de César. L'idée d'une « Troisième Rome » ne fut cependant jamais formellement admise par l'Église orthodoxe et les patriarches russes ont toujours affirmé pour eux la primauté de Constantinople. Mais dans la conscience populaire, comme dans le bas-clergé, cette idée alimente de violentes controverses sur l'avenir religieux de la Russie.
D'une part, certains préconisent une étroite alliance de l'Église et de la monarchie, et une conservation des grands domaines du clergé qui servaient à pratiquer la charité et instruire. Ils pensent que le royaume moscovite doit s'efforcer de réaliser sur terre le royaume de Dieu et qu'une monarchie très liée à l'Église est bénéfique. Leur chef de file est l'abbé Joseph de Volokolamsk.
En face d'eux, menés par un ascète, le starets Nil de la Sora (1433c-1508), d'autres craignent qu'une étroite alliance entre l'Église et le Tsar ne débouche, plus tard, sur une aliénation du clergé au pouvoir politique, et prêchent la pauvreté monastique et la fidélité à Constantinople.

## Les causes directes duraskol

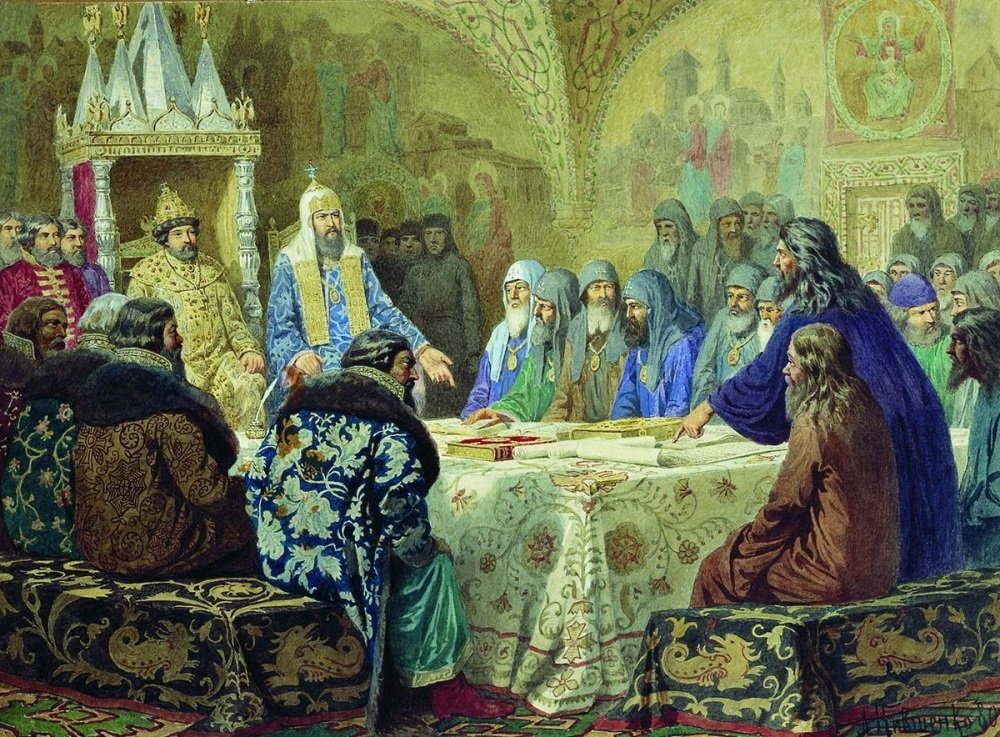
Le patriarche Nikon ordonnant la révision des livres liturgiques.

Le nouveau patriarche de Moscou dans les années 1650, Nikon, est un prélat autoritaire. Il souhaite la suprématie du spirituel sur le pouvoir politique et veut réformer en profondeur l'Église russe. Son premier objectif est atteint grâce à son emprise sur Alexis Ier.
Ses réformes de l'Église sont cependant très mal acceptées. Il demande des changements faisant passer le signe de croix de deux doigts (symbole de la double nature du Christ) à trois doigts — index, majeur, annulaire — (symbole de la Trinité), ou l'alléluia chanté désormais trois fois au lieu de deux, etc. Ces demandes sont faites dans un esprit de conformité avec le reste des Églises orientales, mais dans l'optique de la Troisième Rome et de la défiance de certains russes envers l'orthodoxie des grecs, elles sont mal acceptées : si les Russes ont été épargnés en conservant leurs usages, pourquoi adopter ceux des Grecs punis par Dieu ?
Nikon fait mettre en place ces mesures de façon extrêmement autoritaire. 
Les principaux meneurs de la résistance à Nikon sont issus du bas-clergé, moines et prêtres : Pierre Prokopovitch, Daniel de Kostroma et surtout l'archiprêtre Avvakoum. Ce dernier demande à Nikon de démissionner de sa charge et de se retirer dans un couvent, pour accepter de reconnaître l'opposition. Nikon refuse, et Alexis Ier convoque en 1660 un concile pour décider de la conduite à tenir envers Nikon. Celui-ci est quasi unanimement désavoué par ses pairs, et il est déposé. 
Le départ de Nikon, chef autoritaire, ne calme pas le trouble dans une Église qui n'est alors plus dirigée. Alexis convoque donc, en 1666, un nouveau concile appelé « Grand concile » à cause de la gravité de la situation. Y sont présents les patriarches d'Alexandrie et d'Antioche, munis des pleins pouvoirs des patriarches de Constantinople et de Jérusalem. Le tsar préside les séances. Les débats sont longs et vigoureux, mais les opposants aux réformes ne parviennent pas à justifier véritablement leur refus. Pour les contenter, la décision est prise de démettre Nikon de sa dignité de patriarche et de l'envoyer en réclusion à vie dans un monastère. Mais les réformes sont entérinées, et les pères conciliaires déclarent que les opposants à ces réformes soient excommuniés. Cela provoque le schisme (Raskol) de millions de croyants russes.

## Évolution du Raskol

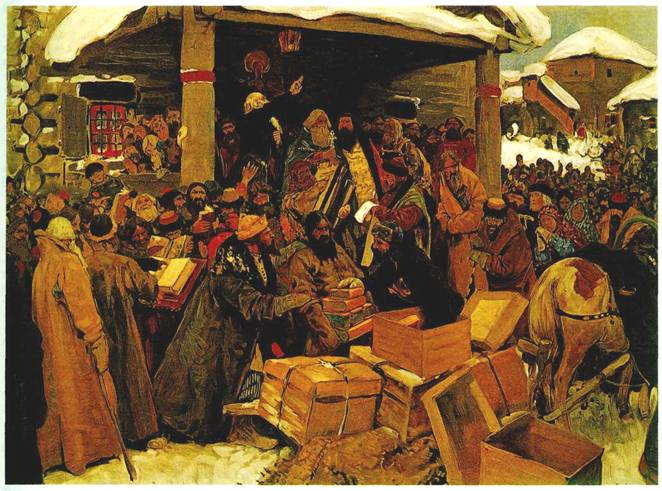
Le Raskol

Entre 1653 et 1656, les réformes de Nikon sont mises en application notamment par la révision des livres saints qui sont republiés en étant corrigés. L'archiprêtre Avvakoum, notamment, dénonce les imprimeurs ayant effectué ces publications comme étant influencées par le catholicisme. Il pense que ces réformes trahissent la foi antique. 
Le concile de 1666-1667 (en) entérine les réformes et prononce l'anathème contre les vieux-croyants en les déclarant schismatiques. Le bas-clergé vieux-croyant et le peuple qui le suit fuient dans les bois vers la Volga, dans les forêts denses du Nord de la Russie, et jusqu'en Sibérie. Certains choisissent également la fuite, mais vers l'Ouest et les territoires proches de la Pologne et de la Lituanie, où ils peuvent plus facilement pratiquer leur foi. Cet exode massif de population touche essentiellement des petites gens, paysans et artisans, mais aussi des cosaques. 
Les vieux-croyants évoluent vers une vision clairement apocalyptique de l'Église russe. Certains vont jusqu'à s'immoler par le feu, par crainte de la fin des temps. On évoque l'Armageddon et l'Antéchrist.
Dans les années 1670-1680, la répression contre les vieux-croyants est très forte. L'archiprêtre Avvakoum, en exil, explique la rébellion comme le signe d'une sanction divine contre le tsar et le haut-clergé. Il est brûlé vif en 1682. 
En 1767, 70 vieux-croyants tentèrent de s'installer sur l'île inhospitalière de Kolgouïev. Mais après un an seuls quatre d'entre eux avaient survécu.
Au cours du XVIIIe siècle, les vieux-croyants s'installent dans une sorte d'exil à l'intérieur de leur propre pays. Ils ont leurs propres monastères clandestins, leur propre organisation. Ils ne sont pas activement persécutés, et Catherine II tente même de faire revenir certains vieux-croyants partis à l'étranger. Jusqu'en 1905, le schisme est considéré comme illégal.

## Les différents courants du Raskol
Le mouvement issu du Raskol s'est principalement divisé en deux grands groupes : ceux qui ont continué à se donner un clergé, et ceux qui n'ont plus de clergé depuis que les clercs d'avant la réforme de Nikon sont morts.
Les vieux-croyants ayant un clergé sont appelés vieux-croyants presbytériens ou popovtsy. Ils sont plus homogènes et plus nombreux . Les groupes principaux sont l'Église orthodoxe vieille-ritualiste russe et l'Église orthodoxe vieille-ritualiste lipovène basée à l'embouchure du Danube, en Roumanie, et dont le siège est revenu à Moscou récemment. 
Les vieux-croyants non presbytériens se sont fractionnés en de nombreux courants, par exemple l'Église vieille-orthodoxe pomore.

## Les motivations du Raskol: un débat historiographique

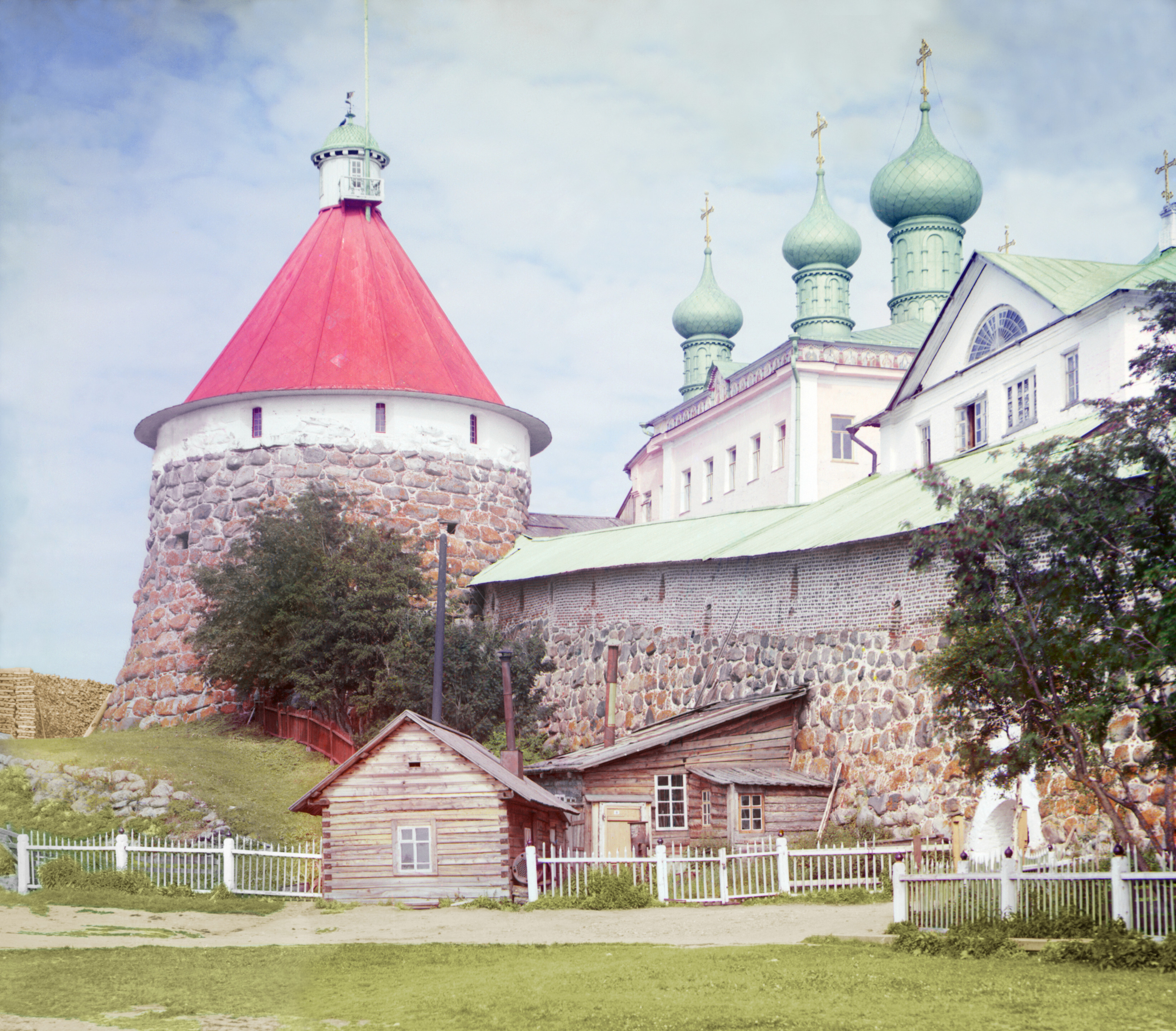
Le monastère Solovetski.

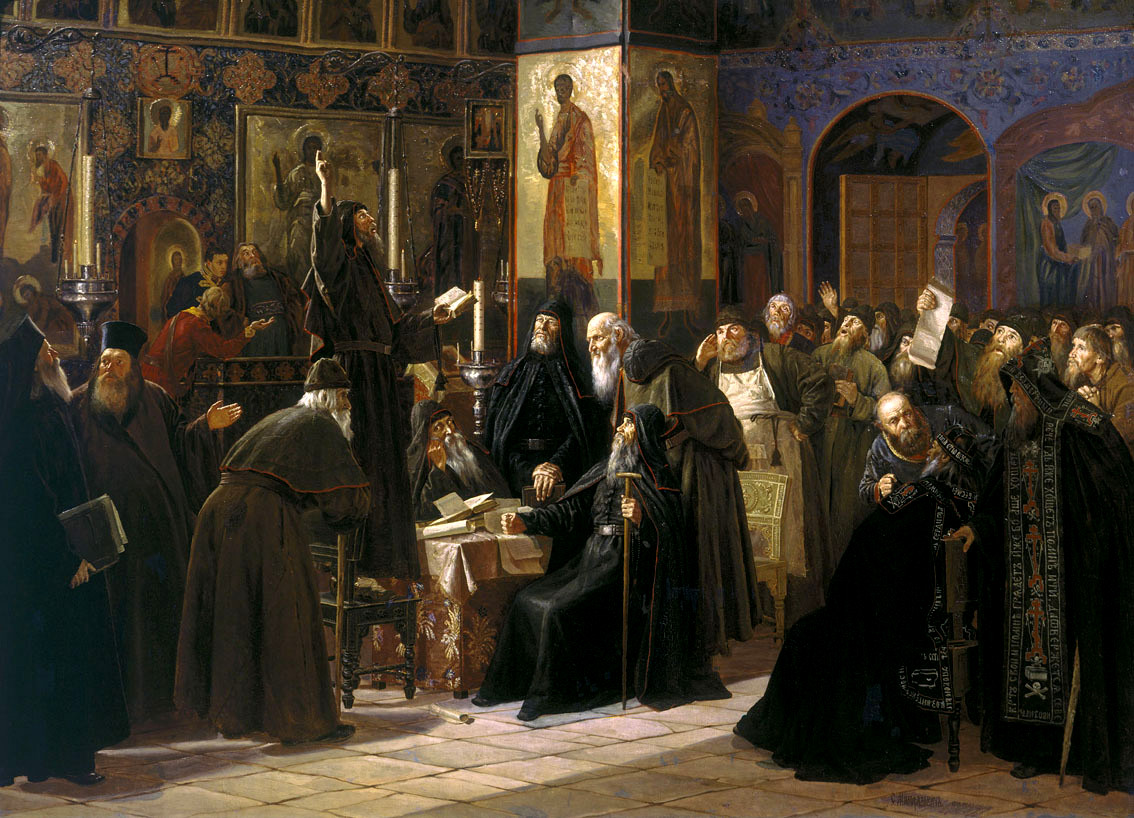
Les moines de Solovetski s'opposant aux textes de 1666, tableau de Sergueï Miloradovitch (1851-1943)

Le mot « raskol » signifie « schisme ». Par la suite, l'Église moscovite utilise pour désigner ceux qu'elle considère comme les schismatiques (« raskolniks ») les termes de « starovières » (vieux-croyants) ou de « staroobriadtsy » (vieux-ritualistes), car il est interdit de parler de schisme après 1905, selon le Saint-Synode. Ceux-ci entrent en rébellion à la fois contre l'Église et le gouvernement, qui soutient les réformes. Le centre de la révolte est le monastère Solovetski sur les îles du même nom, plus tard lieu de relégation du clergé mal en vue du pouvoir.
Pierre Pascal, dans sa thèse sur les débuts du Raskol, s'interrogeait sur les causes pour lesquelles un grand nombre de personnes fut concerné par le Raskol. Dans la mémoire collective russe, le Raskol est expliqué comme une révolte des ignorants contre les savants, un réflexe conservateur. Or il montre que les meneurs du mouvement, comme Avvakoum, sont loin d'être en reste en matière d'instruction. De même, il réfute l'argument des conflits personnels entre membres du clergé. Il constate que le mouvement s'est focalisé sur l'importance des rites, tout en faisant remarquer qu'il y avait déjà eu des changements de rite précédemment, sans que cela pose autant de problèmes. Et d'ailleurs, l'autorisation donnée au XIXe siècle pour les vieux-croyants de garder leurs rites en réintégrant le patriarcat ne fit pas cesser le mouvement. 
Les historiens du XIXe siècle, moins préoccupés de questions religieuses que leurs prédécesseurs, ont tenté d'expliquer le Raskol autrement : « Le raskol, au fond, serait la révolte des communes contre un État centralisateur, de la démocratie contre le servage, donc avant tout un phénomène social. ». Si le Raskol joue en effet un rôle dans les troubles de 1682 ou l'opposition à Pierre le Grand, ce rôle ne reste que religieux. Pas d'interaction, par exemple, avec l'équipée de Stenka Razine. Pierre Pascal ne justifie ces oppositions au pouvoir que par des préoccupations spirituelles : « Les vieux-croyants ont maintenu contre les prétentions du pouvoir la liberté de la personne humaine : mais c'était l'éternel non possumus de l'âme chrétienne devant l'État-idole, c'était pour rendre à Dieu ce qui est à Dieu, et non pour s'immiscer dans les conflits économiques, sociaux ou politiques. »
Pour Anatole Leroy-Beaulieu, qui écrit sur le Raskol à la fin du XIXe siècle, le Raskol est une « hérésie du symbolisme » : 

« Si le vieux-croyant révère ainsi la lettre, c'est qu'à ses yeux la lettre et l'esprit sont indossociablement unis, que, dans la religion, les formes et le fond sont également divins. Pour lui, le christianisme est quelque chose d'absolu, le culte aussi bien que le dogme ; c'est un tout complet dont toutes les parties se tiennent. […] Tout est saint dans les choses saintes, tout est profond et mystérieux, tout est incommutable et adorable dans le culte du Seigneur. Sans pouvoir formuler sa doctrine, le starovère fait de la religion une sorte de figure achevée, de représentation adéquate du monde surnaturel. Ainsi compris, le vieux-croyant, qui se faisait brûler vif pour un signe de croix, arracher la langue pour un double alleluia, devient éminemment religieux ; ce qui l'égare, c'est en quelque sorte l'excès de religion. Son formalisme a pour principe le symbolisme, ou, pour mieux dire, le raskol n'est que l'hérésie du symbolisme. »

Les vieux-croyants ont donc des motivations essentiellement religieuses, où l'eschatologie a une place importante. Comme beaucoup en leur temps, ils voient dans leurs tourments le signe de la venue imminente de l'Antéchrist et donc la chute définitive de l'Église. Pour Pierre Pascal cependant, l'origine profonde du Raskol tient au refus des modifications rituelles imposées par des Petits-russiens et des Grecs trop influencés par l'intellectualisme occidental. Ils défendent la piété populaire et russe. De cette opposition, partagée par beaucoup de Russes et depuis le XVIe siècle, naît un antagonisme de plus en plus visible qui définit progressivement deux conceptions différentes du christianisme.

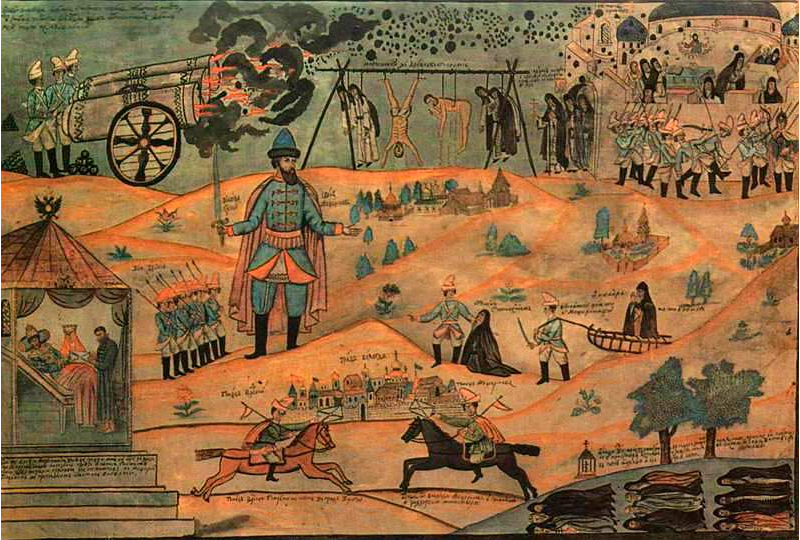
Le voïvode Mechtcherinov de Moscou écrase la révolte du monastère Solovetski (1676). Le siège du monastère commença en 1668 et se termina par l'exécution de tous ses moines. Illustration du XIXe siècle attribuée à Mikhaïl Grigoriev.

D'une part, les vieux-croyants qui pensent que la vie sur terre n'est rien au regard de la vie éternelle, que Dieu a tout à exiger de l'Homme et de la société, que toute vie et toute action doit être subordonnée à l'œuvre du Salut ; d'autre part, la vision moscovite et tsariste qui désire concilier Dieu et le monde, pratiquer les sciences occidentales pour le plaisir intellectuel et se montre facilement soumise au pouvoir politique. Pour Pierre Pascal, « les vieux-croyants ont le sentiment de défendre la croix du Christ contre ceux qui l'évacuent, la vraie religion contre ceux qui la minimisent. »